# Charlotte Aubin
 (mars 2018).
Si vous disposez d'ouvrages ou d'articles de référence ou si vous connaissez des sites web de qualité traitant du thème abordé ici, merci de compléter l'article en donnant les références utiles à sa vérifiabilité et en les liant à la section « Notes et références ».
Charlotte Aubin est une actrice québécoise née le 4 septembre 1991.

## Biographie
Charlotte Aubin est née le 4 septembre 1991 à Montréal. Elle étudie en interprétation à l'Université du Québec à Montréal (UQAM) où elle obtient un baccalauréat en 2014, puis se perfectionne à l'École nationale de théâtre du Canada en 2015. Elle a aussi suivi une formation en capture de mouvement.

## Carrière
Charlotte Aubin est révélée en 2006, à l'âge de 14 ans, avec son interprétation du rôle de Juliette dans l'adaptation cinématographique de Roméo et Juliette. En 2010, elle a un rôle dans la série Providence.
Cependant, c'est en 2015, alors qu'elle sort de l'École nationale de théâtre qu'elle devient connue. Elle joue aux côtés de Karine Vanasse dans la série Blue Moon et obtient un premier rôle en 2017 dans le film Ceux qui font les révolutions à moitié n'ont fait que se creuser un tombeau, réalisé par Simon Lavoie et Mathieu Denis.
En 2016, elle obtient un rôle dans la série L'Échappée, puis dans divers projets qui seront présentés au grand écran.
En 2018, elle obtient le rôle de Peggy dans la populaire série Fugueuse et sort son recueil de poésie intitulé Paquet de trouble.

## Filmographie

### Cinéma

#### Longs métrages
- 2006 : Roméo et Juliette d'Yves Desgagnés : Juliette Véronneau
- 2016 : 9, le film de Luc Picard : Maryse (sketch Subitement)
- 2017 : Ceux qui font les révolutions à moitié n'ont fait que se creuser un tombeau de Mathieu Denis et Simon Lavoie : Giutizia
- 2017 : Ça sent la coupe de Patrice Sauvé : Raphaëlle
- 2018 : Isla Blanca de Jeanne Leblanc : Mathilde
- 2018 : Genèse de Philippe Lesage : Une jeune femme
- 2018 : Les salopes ou le sucre naturel de la peau de Renée Beaulieu : Sofia
- 2018 : Mad Dog Labine de Jonathan Beaulieu Cyr et Renaud Lessard : Kim
- 2019 : La bronca de Daniel Vega Vidal et Diego Vega Vidal : Julia
- 2022 : Au revoir le bonheur de Ken Scott : Camille
- 2023 : Testament de Denys Arcand : Rosalie Lecavalier
- 2023 : Irlande Cahier Bleu d'Olivier Godin : Liliane
- 2024 : Les  Chambres rouges de Pascal Plante : L'actrice du talk-show
- 2024 : French Girl de Nicolas Wright et James A. Woods : Juliette Tremblay

#### Courts métrages
- 2013 : Samedi de Jérôme Nadeau et Zoé Pelchat-Ouellet
- 2014 : C'est plus facile de liker que dire je t'aime de William Mazzoleni : Une femme
- 2015 : Plage de sable de Marie-Ève Juste : Josée
- 2017 : Crème de menthe de Jean-Marc E. Roy et Philippe David Gagné : Renée
- 2017 : Cycloïde de Maxime Dupuis : Simone
- 2022 : You Arrive de Mark Antony Krupa : Sandra

### Télévision

#### Séries télévisées
- 2010 - 2011 : Providence : Roxane
- 2016 : L'Échappée : Jade Francoeur
- 2016 - 2018 : Blue Moon : Cassandra Boyd
- 2018 : Fugueuse : Peggy
- 2019 : Les Bogues de la vie : Jeanne Champagne
- 2019 - 2021 : Les Pays d'en haut : Aurélie Bouchonneau
- 2020: La Dérape: Audrey-Ève Coulombe
- 2020 : Toute la vie : Victoria
- 2021 : Virage : Frédérique Lessard[2]
- 2023 : L'empereur : Marilou Côté
- 2024 : Bellefleur : Ariane

### Web-séries
- 2014 : Tout le monde frenche : Océane
- 2015 : Aujourd'hui le chaos (pilote) : Martha
- 2017 : Dominos : Corinne

### Clips
- 2013 : ONO (Loud Lary Ajust)
- 2013 : La Goutte (Yann Perreau) : figurante
- 2014 : Le Matin des raisons (Philippe Brach)
- 2016 : Le Hibou (Vincent Appelby)
- 2017 : Jo, Jane et Jim (Joseph Edgar) : Jo
- 2018 : La Chérie des éléments (Jacques Rousseau)

### Talk-shows / Émissions de variétés
- 2017 : Les Échangistes, animé par Pénélope McQuade : artiste invitée
- 2018 : Prière de ne pas envoyer de fleurs, animé par Patrice L'Écuyer, (épisode Julie Perreault) : invitée
- 2018 : VLOG, animé par Dominic Arpin: artiste invitée d’un OFF VLOG
- 2018 : Salut, Bonjour ! : artiste invitée
- 2018 : Le Show de Rousseau, animé par Stéphane Rousseau : artiste invitée

### Théâtre
- 2014 : Les Dévoilements simples (strip-tease) : Marilyn Monroe
- 2015 : Ogre : l'ogre
- 2017-2018 : Déterrer les os : Charlotte
- 2023 : Whitehorse, mise en scène de Simon Lacroix : Laura

### Radio
- 2018 : ICI Radio-Canada Première : artiste invitée (section Plus on est de fous, plus ont lit ! pour son recueil de poésie)
- 2018 : ICI Radio-Canada Première : artiste invitée (section Plus on est de fous, plus on lit ! pour le jeu « combat de mots »)

## Publication
- Charlotte Aubin (Recueil de poèmes), Paquet de trouble, Del Busso, 2018, 104 p. (ISBN 978-2-924719-37-4)